# 睦月號驅逐艦
睦月號驅逐艦（日语：／ Mutsuki）
為睦月型驅逐艦的主導艦，由日本帝國海軍於1920年代建造。 
該艦於太平洋戰爭當中參與了1941年12月的威克島之役以及1942年初日軍佔領新幾內亞與所羅門群島的行動。 
睦月號為同年5月的珊瑚海海戰的入侵部隊的護衛艦之一，並參與了同年8月開始的瓜達爾卡納爾島戰役。該艦於8月的東所羅門海戰中遭美軍轟炸機擊沉。

## 設計與敘述
睦月型驅逐艦為神風型驅逐艦的改良版，亦為最早裝備三聯裝61-（24-英寸）魚雷管的驅逐艦。該型艦全長
為102.4（335英尺11英寸），垂線間長為 
94.54（310英尺2英寸）；橫樑長為9.16（30英尺1英寸），而平均吃水深度為2.96（9英尺9英寸）。睦月型驅逐艦的排水量標準排水量為1,336公噸（1,315長噸），而深載排水量為1,800公噸（1,772長噸）。動力系統為使用由4座艦本罐提供蒸汽的2座帕森斯式齒輪傳動式蒸汽渦輪發動機；兩者各驅動一根螺旋槳傳動軸。這些渦輪的設計輸出功率為38,500匹軸馬力（28,700千瓦特），並能將睦月型推動至37.25節（68.99每小時；42.87英里每小時）。睦月型攜帶了420公噸（413長噸）的重油，使其續航距離在15節（28每小時；17英里每小時）可達4,000海里（7,400；4,600英里）。乘員為150名官兵。
睦月型驅逐艦的主要武裝為4門單裝三年式12 cm（4.7英寸）砲；一門位於上部構造之前，一門在2座煙囪間，而最後一對背對背於後方上部構造頂端。這些砲由前往後編號1到4號。該型艦攜帶了兩座水面以上的三聯裝61cm魚雷管；1座位於前方上部結構與艦砲之間，而另一座位於後方煙囪與後方上部結構之間。魚雷管有4枚可再裝填的魚雷。該型艦攜帶了18枚深水炸彈，也可攜帶16枚水雷，或可攜帶掃雷裝備。

## 建造與經歷
睦月號在1924年5月21日於佐世保海軍工廠鋪放龍骨，於1925年7月23日進水，並於1926年3月26日竣工。該艦原本名字僅為「第十九驅逐艦」，但於1928年8月1日更名為「睦月」。1930年11月中旬，第30驅逐隊(睦月、如月、卯月、弥生號驅逐艦)作為供奉艦伴隨搭載剛結束觀艦式的昭和天皇的霧島號戰艦回到橫須賀。1935年9月，睦月號與妙高型重巡洋艦、最上型重巡洋艦、川内型輕巡洋艦、吹雪型驅逐艦、輕型航空母艦「鳳翔、龍驤」、以及潛水母艦「大鯨」在第四艦隊事件中受損。
睦月號於1930年代於中國參加了包括1932年的一·二八事變以及其他中國抗日戰爭中的戰役。

### 太平洋戰爭
睦月號於1941年12月7日的珍珠港事件時任日本帝國海軍第四艦隊第6驅逐分艦隊第30驅逐隊旗艦。該艦作為威克島入侵部隊的一員，搭載特別陸戰隊先遣登陸部隊於12月8日自瓜加林環礁出擊。
12月11日凌晨，美軍駐軍擊退了特別陸戰隊的第一波登陸攻勢；該波登陸由以下艦艇支援：
輕巡洋艦夕張、天龍、龍田，以及驅逐艦
弥生、疾風、如月、睦月、追風與朝凪
，兩艘改裝為第三十一號型哨戒艇的舊式樅型驅逐艦(哨戒艇32號以及哨戒艇33號)，和2艘搭載450名特別陸戰隊員的運輸艦。在受到嚴重損傷後(包括折損如月號和疾風號)
，日軍未達成登陸任務即撤退。這是日軍在二戰中首次敗退，也是二戰中唯一一次兩棲作戰被岸上砲火擊退的例子。 
睦月號於12月23日與第二批威克島入侵部隊再次前來，也同樣的搭載了一批特別陸戰隊先遣登陸部隊到來，並返回瓜加林。
該艦於1942年1月護送了一個船隊自瓜加林前往位於特魯克的海軍基地，並在當地加裝了一個突出砲座以容納一對位於艦橋前方的九三式防空機槍
。睦月號接著在同月護送一個士兵運輸船隊自特魯克前往關島，並參加了所羅門群島入侵作戰。當中睦月號在1到3月進行的R作戰(入侵拉包爾、新愛爾蘭島與新不列顛)與SR作戰(入侵新幾內亞的萊城與薩拉毛亞)當中擔起了掩護日軍登陸的任務。自3月28日至4月1日，睦月號擔任了所羅門群島肖特蘭群島與布干維爾島佔領初期的第8特設鎮守府特別陸戦隊指揮官金沢正夫少將的旗艦。同月，睦月號支援了阿得米拉提群島佔領行動。
睦月號於1942年5月7至8日的珊瑚海海戰中被分派至MO作戰中的莫士比港入侵部隊。在該作戰被取消後，睦月號仍以拉包爾為基地，執行特魯克、拉包爾和帛琉之間的運輸護衛任務，直到7月被召回日本進行短暫的改裝。
睦月號在1942年7月12日於佐世保海軍工廠整修完畢後，被重新分派至第8艦隊。1942年8月24日約晚間10點，睦月與驅逐艦弥生、磯風、陽炎、江風對亨德森機場進行砲擊。 
在1942年8月25日的東所羅門海戰中，睦月號在協助受創的運輸艦「金龍丸」時，於早上8點27分在聖伊莎貝爾島東北方40英里（64）被3架
美國陸軍航空軍的B-17轟炸機空襲，於早上9點40分沉沒。 
7°47′S 160°13′E / 7.783°S 160.217°E 
睦月號的輪機室被炸彈直接命中，造成41名船員身亡，11名負傷。弥生號救起了含艦長畑野健二少佐在內的生還者。
睦月號於1942年10月1日自日本帝國海軍名冊中除名。

## 註記
1. ↑  Watts & Gordon, pp. 
265–66
2. 1 2  Whitley, p. 
191
3. 1 2 3  Jentschura, Jung & Mickel, p. 143
4. 1 2  Chesneau, p. 
192
5. ↑  Devereaux
6. 1 2 3 4  Nevitt
7. ↑  Morison. The Struggle for Guadalcanal
8. ↑  Nishidah, Hiroshi. . Materials of the Imperial Japanese Navy. 2002. （原始内容存档于2012年7月21日）.

## 外部連結
- 睦月型驅逐艦相關資料